# Буджак (Гагаузия)
Вижте пояснителната страница за други значения на Буджак.
Буджак (на румънски: Bugeac, на гагаузки: Bucak, Буҗак) е село в Република Молдова, в състава на автономната териториална административна единица Гагаузия.

## География
Средната надморска височина на селото е 43 метра. Отстои на ок. 5,5 километра северно от основната част на Комрат, столицата на Гагаузия. Между тях е разположена индустриална зона с езерото Комрат по средата ѝ.
Река Ялпуг изтича от езеро в северната част на селото и го разделя на 2 обособени части, свързани от юг чрез ивица без постройки, само с 2 шосета и 2 железопътни линии. Южно от селото реката се влива в ез. Комрат, изтича на юг и протича през гр. Комрат.
Според преброяването на населението през 2004 година селото има 1525 жители, а при следващото преброяване (2014) те са 1352 души От жителите 942 души са гагаузи; малцинствата са: 305 молдовци, 115 руснаци, 85 украинци, 56 българи, 4 цигани.

## История
Селище от градски тип Буджак е образувано на 31 май 1978 г. от населеното място при совхоз-завода „Буджак“ в Комратски район на Молдавска ССР.
След премахване на термина „селище от градски тип“ в независима Молдова и в резултат от намаляване на броя на населението Буджак е прекатегоризиран в село през 1994 г.

## Икономика
Промишлените предприятия са завод за железобетонни изделия, завод за фуражни смески, нефтопреработващ завод, асфалтобетонов завод. Има въглищна база. В селото е разположена железопътна гара Комрат, която обслужва и столицата Комрат.